# Enera
Enera (łac. Diocesis Enerensis) – stolica historycznej diecezji we Cesarstwie rzymskim w prowincji Numidia zlikwidowana w VII w. podczas ekspansji islamskiej, współcześnie w północnej Algierii. Obecnie katolickie biskupstwo tytularne. 

## Biskupi tytularni
| Lp. | Biskup                              | Funkcja                                    | Od              | Do              |
| --- | ----------------------------------- | ------------------------------------------ | --------------- | --------------- |
| 1   | Raúl Omar Rossi                     | biskup pomocniczy Buenos Aires (Argentyna) | 20 maja 1992    | 22 lutego 2000  |
| 2   | Arthur Serratelli                   | biskup pomocniczy Newark (USA)             | 3 lipca 2000    | 1 czerwca 2004  |
| 3   | Dennis Sullivan                     | biskup pomocniczy Nowego Jorku (USA)       | 28 czerwca 2004 | 8 stycznia 2013 |
| 4   | José Aparecido Gonçalves de Almeida | biskup pomocniczy Brasílii (Brazylia)      | 8 maja 2013     | 13 lipca 2023   |
| 5   | Tomás González González             | biskup pomocniczy San Juan (Portoryko)     | 8 września 2023 |                 |